# (36942) 2000 SK241
2000 SK241 (asteroide 36942) é um asteroide da cintura principal. Possui uma excentricidade de 0.19032400 e uma inclinação de 2.75044º.
Este asteroide foi descoberto no dia 24 de setembro de 2000 por LINEAR em Socorro.